# Callistachys
Callistachys es un género de plantas fanerógamas  perteneciente a la familia Fabaceae. Comprende 36 especies descritas y de estas, solo 7 aceptadas.

## Taxonomía
El género fue descrito por Étienne Pierre Ventenat y publicado en Jardin de la Malmaison 115. 1804[1805]. La especie tipo es:  Callistachys lanceolata Vent.

## Especies aceptadas
A continuación se brinda un listado de las especies del género Callistachys aceptadas hasta julio de 2014, ordenadas alfabéticamente. Para cada una se indica el nombre binomial seguido del autor, abreviado según las convenciones y usos.
- Callistachys aciculifera (Benth.) Kuntze
- Callistachys alpestris (F. Muell.) Kuntze
- Callistachys cordifolia (Andrews) Kuntze
- Callistachys hamulosa (Benth. ex A. Gray) Kuntze
- Callistachys lanceolata Vent.
- Callistachys microphylla (Benth.) Kuntze
- Callistachys procumbens (F. Muell.) Kuntze